# 台東県
台東県（タイドン/たいとう-けん）は、中華民国台湾省の南東部にある県。県政府所在地は台東市。

## 地理
台東県は台湾の東南、東を太平洋、西を平均標高2,500メートルの中央山脈を臨む位置にある。面積は3,515.2526km2であり、台湾の全面積の9.78%を占めている。フィリピン海プレートとユーラシアプレートの造山作用により形成された地形は平地に乏しい急嶮な地形であり、またサンゴ礁によって形成された海洋地形がその特徴である。

## 歴史
台東地域が歴史史料の中で最初に登場するのは、オランダ統治時代の1636年である。大航海時代と称された当時、ポルトガル、スペイン、オランダが新たな市場を求めて台湾に来航した。オランダは1624年、大員（現：台南市安平区）にゼーランディア城（Zeelandia）を築城し、台湾南部の支配を開始した。1636年、瑯嶠社（現：恒春鎮）の族長が商館員による卑南覓（現：台東市）支配の協力をした。オランダは中尉のジャン・ジュリアンソン（Jan Jeuriaensen）を派遣し現地調査を実施、その後マーテン・ウェスリン（Marten Wesselingh）を卑南覓に長期駐留させたとの記録があり、これが史料における最初の台東に関する記述。
その後、ウェスリンが現地民によって殺害される事件が発生する。1642年、オランダは数度にわたり軍を派遣した。その後オランダは台湾を北部、南部、淡水、東部に分割し、その下に地方会議（Landdagh）を設置し、オランダの統治を受けた族長による支配体制を確立し、1655年までに東部43社がオランダの支配に置かれた。また経済面では瞨社制度を確立し、漢人商人を経由して原住民の鹿皮の専売権を確保している。
1661年に鄭成功が台湾からオランダ勢力を駆逐すると、台湾は反清復明の基地としての性格を帯びるようになる。鄭氏政権は南部一帯を中心に支配し、東部はオランダ統治方式を踏襲し、各社に土官を設置し自治を認め、間接統治を実施した。当時卑南覓の46社が支配下に置かれた。
1683年、清により台湾が平定された。清は施琅を派遣し、台廈道経理およびその下に一府三県を設置したが、台湾東部に関しては統治を行うための知識を得ていなかった。当初は鄭政権の統治体制を踏襲し、1696年には卑南覓など65社が入貢し、大清子民としての地位を与えられ、卑南王に冊封ことで台湾東部の名義的な統治権を維持していた。清の官人が実際に東部に進出するのは1721年、朱一貴の乱に際してである。清はその残党と追捕するため、台湾東部に鄭惟蒿、林天作および通訳の章旺を卑南覓に派遣し、現地の社の協力を得て朱の残党を捕らえている。
嘉慶年間になると、台湾の人口は200万人を超え、西部平野部は開発されつくされ、それ以降は台湾東部への進出が主となった。1804年に屏東小琉球の陳必先が火焼島（現在の緑島）に上陸し、公館を建設したのが漢人による東部開拓の始まりである。1820年ころになると、小琉球の漁民30余名が火焼島に上陸し、中寮という集落を形成するなど、地道な入植が進められた。1860年頃になると水底寮（現在の屏東県枋寮郷）の商人である鄭尚開が台東平野に入植し稲作を開始、また宝桑庄という拠点を築き、これが現在の台東市のルーツとなった。その後も猴仔蘭（カワラン）、知本（テポル）、呂家（リカ）、卑南（ピユマ）、里壠（リラン、現在の関山鎮）、成広澳（現在の成功小港）への入植が進み、1873年には打狗（現在の高雄市）の間に便船が設けられた。
1871年、台風にて台湾東部に琉球漁船が漂着し、66名が恒春半島の八瑤湾に上陸したが、牡丹社の住民により殺害された（牡丹社事件）。当時琉球の宗主権問題で清と対立していた日本政府が出兵する台湾出兵のきっかけとなった事件である。清側で事件の処理を担当した福建海防大臣・沈葆楨は日本軍撤兵後に台湾経営に着手し、北洋大臣の李鴻章に対し台湾東部は資源豊富な地域と報告すると同時に、その防衛の重要性を建議、これより清による積極的な東部開発が始まった。1875年には台南に設置していた南路撫民理番同知を卑南に移し、その下に撫墾局、卑南庁を設置し、台湾東部の直接統治に着手した。また1877年には緑島、蘭嶼を正式に清の版図に編入、1884年には福建台湾省を新設するなどその統治体制は台東地域に浸透していった。
1895年の下関条約により台湾が日本に割譲されると、台湾原住民による抗日活動が行われたが、1897年には日本軍はこれを完全に平定、台湾に6県3庁を設置し、台東地域には台東庁が設けられ、その下に卑南、水尾、奇萊の三弁務署が設置された。1909年には台東庁より花蓮に独立した花蓮港庁が設置され、台東庁は現在の台東県を管轄するようになった。この時の行政区分が現在でも用いられている。
日本統治時代、台東地区では林業と農業を積極的に興業し、1904年の賀田組、1910年の塩水港製糖株式会社、1912年の台湾製糖株式会社、1919年の花蓮木材株式会社等の企業が進出し、蔗作、製糖、林業、樟脳を主とする産業が誕生している。この産業発展にあわせて1914年には台湾銀行台東支行が開設され、金融発展でも大きな進捗が見られた。
1945年、日本の敗戦により中華民国が台湾を接収し、台東には台東県が設置され現在に至っている。

## 県民
台湾の県では最も原住民の比率が高く、全体の半分は原住民である。

## 行政区画
| 区分 | 数 | 名称 |
| ---- | -- | --- |
| 市   | 1  | 台東市 |
| 鎮   | 2  | 成功鎮 \| 関山鎮 |
| 郷   | 13 | 卑南郷 \| 大武郷 \| 太麻里郷 \| 東河郷 \| 長浜郷 \| 鹿野郷 \| 池上郷 \| 緑島郷 \| 延平郷 \| 海端郷 \| 達仁郷 \| 金峰郷 \| 蘭嶼郷 |

## 対外関係

### 姉妹自治体･提携自治体
- ストームレイク（アメリカ合衆国 アイオワ州）
- マークタイデンフェルト（ドイツ連邦共和国 バイエルン州）
- 伊賀市（日本 近畿地方 三重県）
- 志摩市（日本 近畿地方 三重県）
- 束草市（大韓民国 江原特別自治道）

## 教育

### 技術学院
高中・高職以下の教育機関は下部行政区域の項目を参照

## 交通
- 航空
  - 台東空港
  - 緑島空港
  - 蘭嶼空港
- 海運
  - 台東港（富岡漁港（中国語版））：緑島、蘭嶼との航路がある
- 鉄道
  - 台東線（富里・池上・海端・関山・瑞和・瑞源・鹿野・山里・台東）
  - 南廻線（台東・康楽・知本・太麻里・金崙・多良・瀧渓・大武）
- 道路
  - 台9線（花東公路、南迴公路）
    - 台9乙線

  - 台11線（花東海岸公路）
    - 台11線乙：卑南～富岡

  - 台20線（南部横貫公路）
    - 台20線甲：徳高～池上

  - 台23線：富里～東河公路
  - 台26線：楓港～佳楽水、港仔～旭海、下南田～安朔
  - 台30線（玉長公路）
  - 県道194号 (台湾)：崎仔頭～知本森林遊楽区
  - 県道197号 (台湾)：第二花東縦谷公路（池上～台東）

## 特産品
釈迦頭
釈迦頭は別名を番茘枝とも言い、台東地区で栽培に成功した作物の代表格である。7月から翌年1月にかけてが収穫期であり、果実として出荷される他、アイスクリームの原料としての需要もある。
池上米
台湾で最も品質がよいとされているコメである。池上・関山地区には工業地帯が無いため、用水の水質が良い上に、気候・地質も稲作に適したことから特に味に優れている。このコメを使用した池上および関山駅の駅弁も有名である。
胡蝶蘭
胡蝶蘭は熱帯および亜熱帯を原産とする花であり、台東では蘭嶼で最もはやく栽培された。現在ではその栽培は台東錢機に及び、春になると胡蝶蘭が一面に開花する光景を見ることが出来る。
茶葉
鹿野地区は台東を代表する茶葉の産地である。開けた台地に茶畑が広がり、ここで生産される福鹿茶は評価が高い。最近では太峰茶という新品種も開発されている。

## 観光地
- 知本温泉
- 朝日温泉
- 国立台湾史前文化博物館（中国語版）
- 初鹿牧場（中国語版）
- 緑島
- 蘭嶼
- 伯朗大道（池上・金城武の樹、蔡依林の樹）
- 鹿野高台（台湾国際熱気球フェスティバル（中国語版）会場）
- 栗松温泉（中国語版）（野渓温泉）
- 鉄花村
- 三仙台